# David Benjamin James
David Benjamin James (anglès: David James)  (Welwyn Garden City, 1 d'agost de 1970) és un porter de futbol anglès ja retirat. Després de retirar-se ha estat entrenador i comentarista televisiu de futbol.

## Trajectòria
Realitzà els seus primers passos futbolístics l'any 198 al Watford Football Club on arribà a disputar 98 partits amb el primer equip abans de fitxar pel Liverpool Football Club l'any 1992.
Defensant la porteria del Liverpool FC, James sempre anà acompanyat d'una fama entre els aficionats de poc fiable, guanyant-se l'àlies de Calamity James (James calamitat), això no obstant, guanyà la Carling Cup de 1995. James disputà 277 partits amb el Liverpool abans de ser traspassat l'any 1999 a l'Aston Villa.
James tan sols disputà un parell de temporades a l'Aston Villa Football Club d'on fou traspassat al West Ham United, equip amb el qual descendí de categoria i disputà 102 partits de la First Division abans de tornar a la Premier League l'any 2004 en ser fitxat pel Manchester City.
Finalment, l'any 2006 James recalà al Portsmouth Football Club, on juga actualment, aconseguint grans actuacions, fet que li ha merescut ser elegit jugador de l'equip els anys 2007 i 2008 i millor porter de la Premier League també d'aquests dos anys. Defensant la porteria del Portsmouth james guanyà la FA Cup del 2008.
David James ha estat porter de la selecció de futbol d'Anglaterra en 36 ocasions, participant en la Copa del Món de Futbol de 2002, el Campionat d'Europa de futbol 2004 i la Copa del Món de Futbol de 2006.

## Palmarès
- 1 Carling Cup: 1995 (Liverpool FC)
- 1 FA Cup: 2008 (Portsmouth FC)